# Ermita de San Bartolomé (Calasanz)
La ermita de San Bartolomé es una pequeña iglesia románica del siglo XII en la cima de la localidad Calasanz, en la provincia de Huesca (España).

## Localización y acceso
La ermita se encuentra en la localidad de Calasanz, en la cima del cerro en cuya ladera se extiende el pueblo. Ocupa el espolón de poniente del Castillo de Calasanz y posiblemente formaba parte del sistema defensivo.
No se puede acceder en vehículo, aunque se puede subir hasta la calle del Castillo por las estrechas y empinadas calles del pueblo. En su tramo final el camino es de tierra, formando escalones irregulares, que en algunos lugares conserva el empedrado original.

## Historia

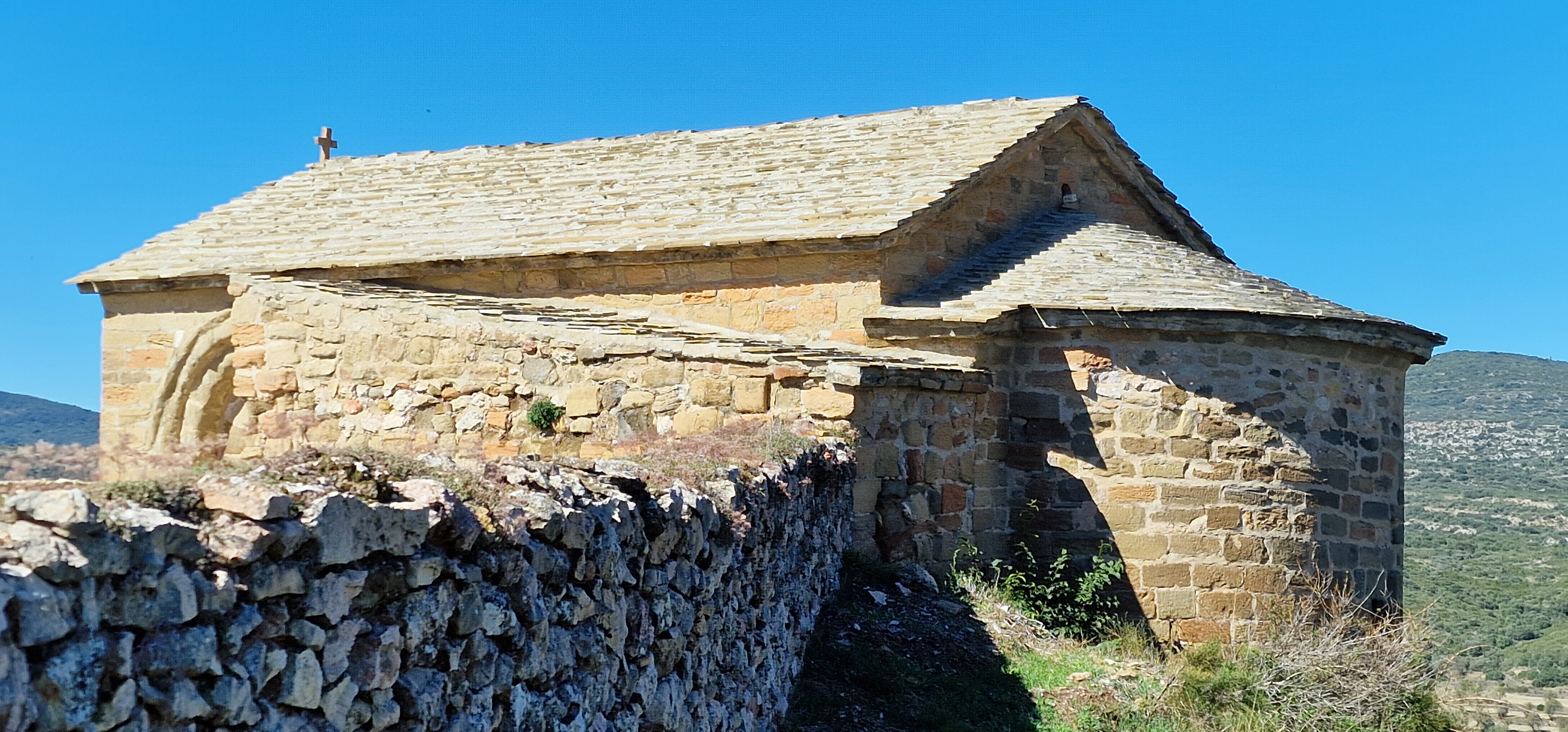
Vista del ábside.

La iglesia fue mandada construir por Pedro I de Aragón en 1102 en conmemoración de la conquista de Calasanz a los musulmanes en el día de San Bartolomé (24 de agosto). El obispo de Roda-Barbastro Poncio consagró el edificio un año más tarde, el 24 de agosto de 1103. El rey usó el edificio por su simbolismo, vinculado al vecino castillo, en diversas ocasiones. En él se solemnizaron y firmaron documentos como la carta puebla de Aínsa.
Posteriormente la iglesia fue entregada al monasterio de Alaón, convirtiéndose en un priorato. El cambio se hizo en base a un documento falsificado que supuestamente en 1104 describía una reclamación de la comunidad benedictina de Alaón a Pedro I. Al parecer, la donación de la iglesia al monasterio de Alaón nunca ocurrió, pero los benedictinos mantuvieron la propiedad del priorato hasta 1750, cuando despareció el priorato.
El edificio fue desamortizado por Mendizábal en 1837. Posteriormente se vinculó a la parroquia de Calasanz, por lo que los bienes y derechos de la ermita pasaron a depender de la diócesis de Lérida, hasta su traspaso a la diócesis de Barbastro-Monzón en 1995, en la reorganización de ambas diócesis.
Se comenzó a restaurar a mitad de los años ochenta, obras que se alargaron hasta los primeros años del siglo XXI. A 2024, todos los años se realiza una romería en honor de San Bartolomé el 24 de agosto en la ermita.

## Descripción

Plano de la ermita de San Bartolomé

La ermita es una construcción simple, sin adornos, de sillería de buena calidad, a excepción de las capillas laterales, que tienen una factura más irregular. Es de entender que las capillas laterales, que le dan una planta en cruz, fueron añadidas posteriormente, posiblemente en el siglo XIII. La nave central está cubierta por una bovedada en un arco ligeramente apuntado con arquivoltas que cierran al este con un ábside semicircular. Las capillas laterales también tienen una cubierta apuntada, pero muy irregular.
La portada se abre hacia el sur, a los pies de la iglesita. Está formada por un arco de medio punto con tres arquivoltas muy desgastadas con molduras en baquetón.
El aspecto actual probablemente corresponde a la ampliación del siglo XIII.